# Шадурн, Луи
Луи Шадурн (фр. Louis Chadourne; 7 июня 1890, Брив-ла-Гайард — 22 марта 1925, Иври-сюр-Сен) — французский поэт и писатель
-романист.

## Биография
Луи Шадурн родился на юге Франции в Брив-ла-Гайард 7 июня 1890 года. В семье было четверо детей. Марк Шадурн, брат Луи, также стал писателем-романистом.
Несколько лет будущий писатель провел в Риме, Флоренции и Венеции, изучая литературу и искусство Италии. Тогда же, по инициативе своего друга Валери Ларбо, он начал сотрудничать с журналом «La Nouvelle Revue française». Во время Первой мировой войны Луи поступил альпийским стрелком в действующую армию. 16 июня 1915 года он был ранен в боях возле Мецраль и оставался засыпанным землей в течение нескольких часов. Окончательно оправиться от ранения он так и не смог.
В 1917 году Луи Шадурн служил в качестве переводчика с немецкого языка при Военном министерстве Франции. Тогда же выходит его первая книга — сборник стихотворений «Поминание смерти весны». Он был напечатан в Бельгии издательством Sainte Catherine Press.
В 1919 году выходит его первый роман «Хозяин корабля».
В этом же году Шадурн встречает Жана Гальмо, предпринимателя и искателя приключений, который берет его в качестве секретаря в путешествии по Карибскому морю и по Южной Америке. Они вступили на борт корабля «Перу» 10 октября 1919 года; Шадурн вернулся в Гавр 30 января 1920 года.
Под впечатлением увиденного во время плавания в Вест-Индию Шадурн написал две книги — роман «Земля Ханаанская» (1921) и сборник очерков «Где рождаются циклоны» (1922).
Ранее, в 1920 году появился автобиографический роман Шадурна «Тревожная юность», а в 1921 году вышел второй его сборник стихотворений — «Любовь и песочные часы».
Луи Шадурн умер 22 марта 1925 года в Иври-сюр-Сен.
В СССР несколько его произведений были опубликованы в русском переводе В. А. Розеншильд-Паулина; цитату из его книги «Где рождаются циклоны» взял эпиграфом к роману «Бегущая по волнам» Александр Грин.

## Публикации на русском языке
- Земля Ханаанская. Роман. Пг., «Мысль», 1923
- Где рождаются циклоны. [Очерки]. Л.-М., «Книга», 1924
- Тревожная юность. М.-Л., Государственное издательство, 1926
- Остров Красного Холма. Рассказ. // Мир Приключений (Ленинград), 1929, № 2 — с.51-54